# Nikoloz Gelasjvili
Nikoloz Gelasjvili (georgiska: ნიკოლოზ გელაშვილი) född 5 augusti 1985, är en georgisk fotbollsspelare som för närvarande spelar för Pafos FC i Cypern. 
Gelasjvili kom till Zestaponi i januari 2008. Han spelade en säsong i tyska VfL Bochum innan han 2013 kom till FK Qarabağ i Azerbajdzjan. Sommaren 2014 skrev Gelasjvili som första georgier på för ett albanskt lag då han gick till Flamurtari Vlorë som spelar i Kategoria Superiore.
Gelasjvili gjorde sin debut för Georgiens herrlandslag i fotboll den 16 november 2007 i en match mot Qatar, där han hade kallats upp till de bägge novembermatcherna.